# Lleyton Davids
Lleyton Davids (* 12. September 2001) ist ein südafrikanischer Leichtathlet, der sich auf den Dreisprung spezialisiert hat.

## Sportliche Laufbahn
Erste internationale Erfahrungen sammelte Lleyton Davids im Jahr 2022, als er bei den Afrikameisterschaften in Port Louis mit einer Weite von 16,20 m den fünften Platz im Dreisprungbewerb belegte.
In den Jahren 2021 und 2022 wurde Davids südafrikanischer Meister im Dreisprung.

## Persönliche Bestleistungen
- Weitsprung: 16,48 m (+1,2 m/s), 1. Mai 2021 in Paarl